# Sabicea geophiloides
Sabicea geophiloides är en måreväxtart som beskrevs av Herbert Fuller Wernham. Sabicea geophiloides ingår i släktet Sabicea och familjen måreväxter. Inga underarter finns listade i Catalogue of Life.